# Propriété de Dragoljub Jurišić à Crna Bara
La propriété de Dragoljub Jurišić à Crna Bara (en serbe cyrillique : Окућница Драгољуба Јуришића у Црној Бари ; en serbe latin : Okućnica Dragoljuba Jurišića u Crnoj Bari) se trouve à Crna Bara, dans la municipalité de Bogatić et dans le district de Mačva, en Serbie. Elle est inscrite sur la liste des monuments culturels protégés de la République de Serbie (identifiant no SK 2194),.

## Présentation

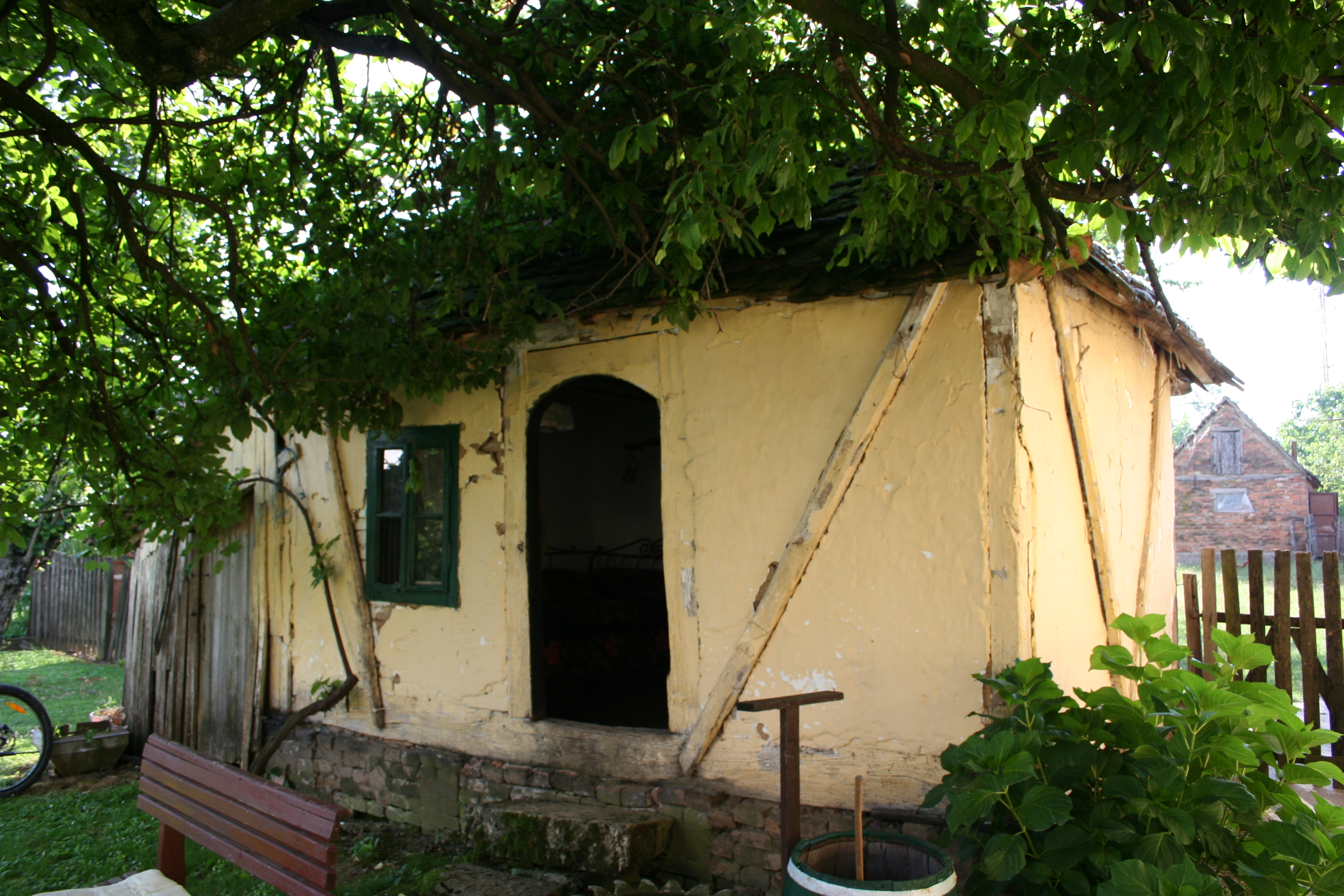
Le vajat de Hajduk Stanko.

Dans la cour se trouve le bâtiment central de la propriété, la maison, ainsi que qu'un čardak qui dispose d'un porche ouvert.
L'édifice le plus important de la cour est un vieux vajat associé à Hajduk Stanko, qui constitue le personnage principal de la fresque historique Hajduk Stanko de l'écrivain Janko Veselinović. Ce vajat constitue un exemple de l'architecture populaire dans la région de la Mačva dans la seconde moitié du XIXe siècle et il témoigne d'une époque que fait revivre Janko Veselinović dans son roman ; il abrite aujourd'hui une petite collection d'objets à valeur ethnographique.

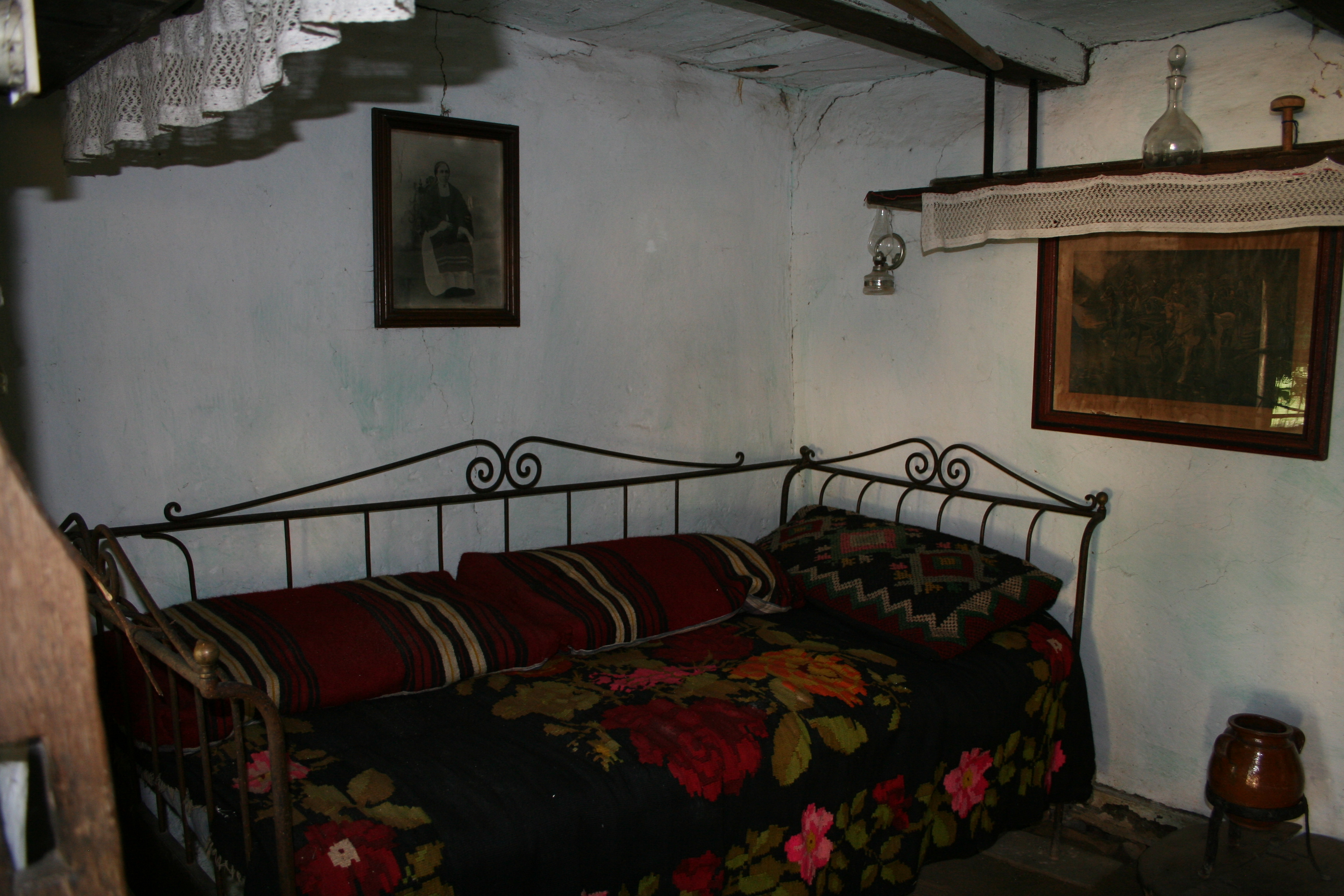
L'intérieur du vajat.
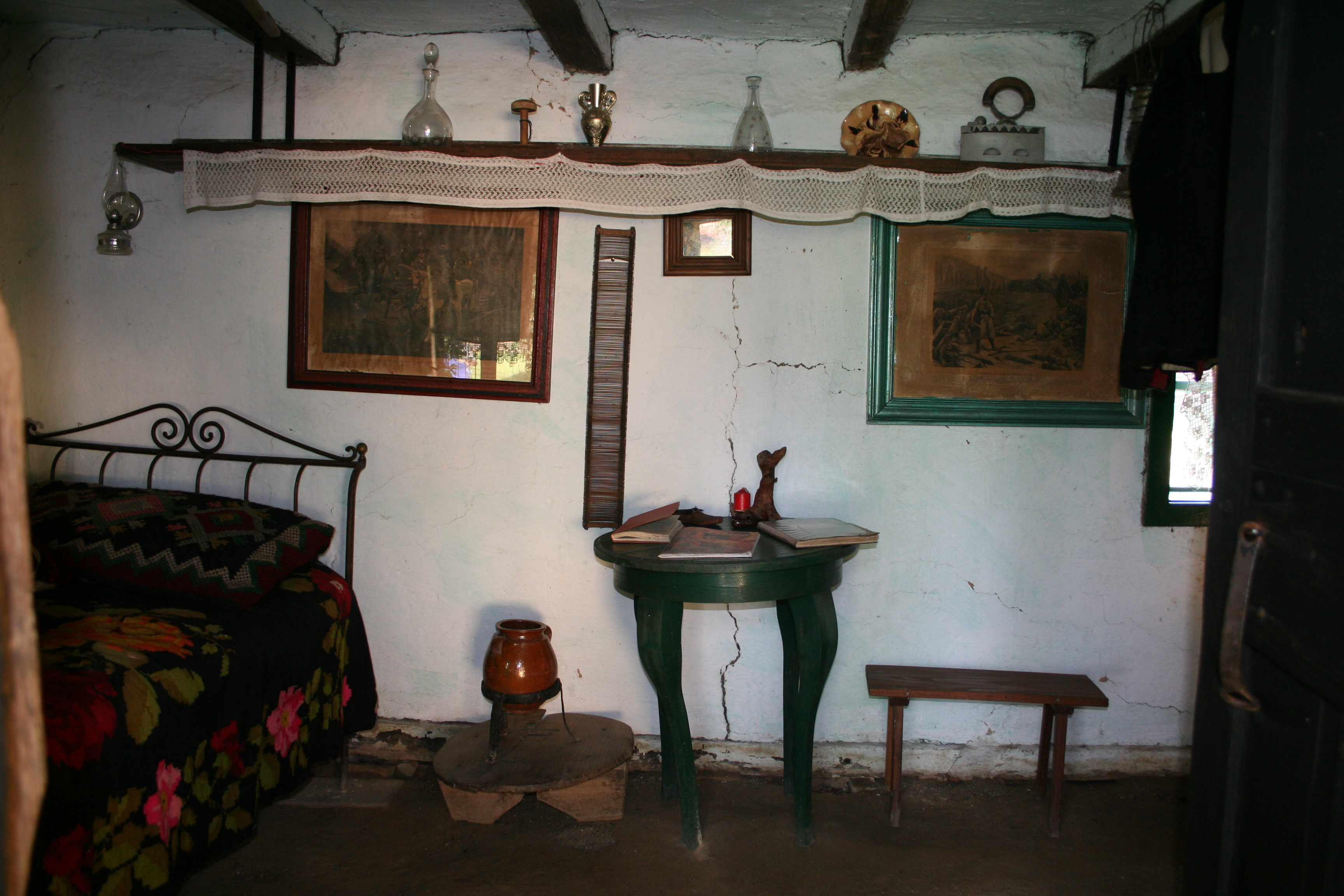
Autre vue de l'intérieur.
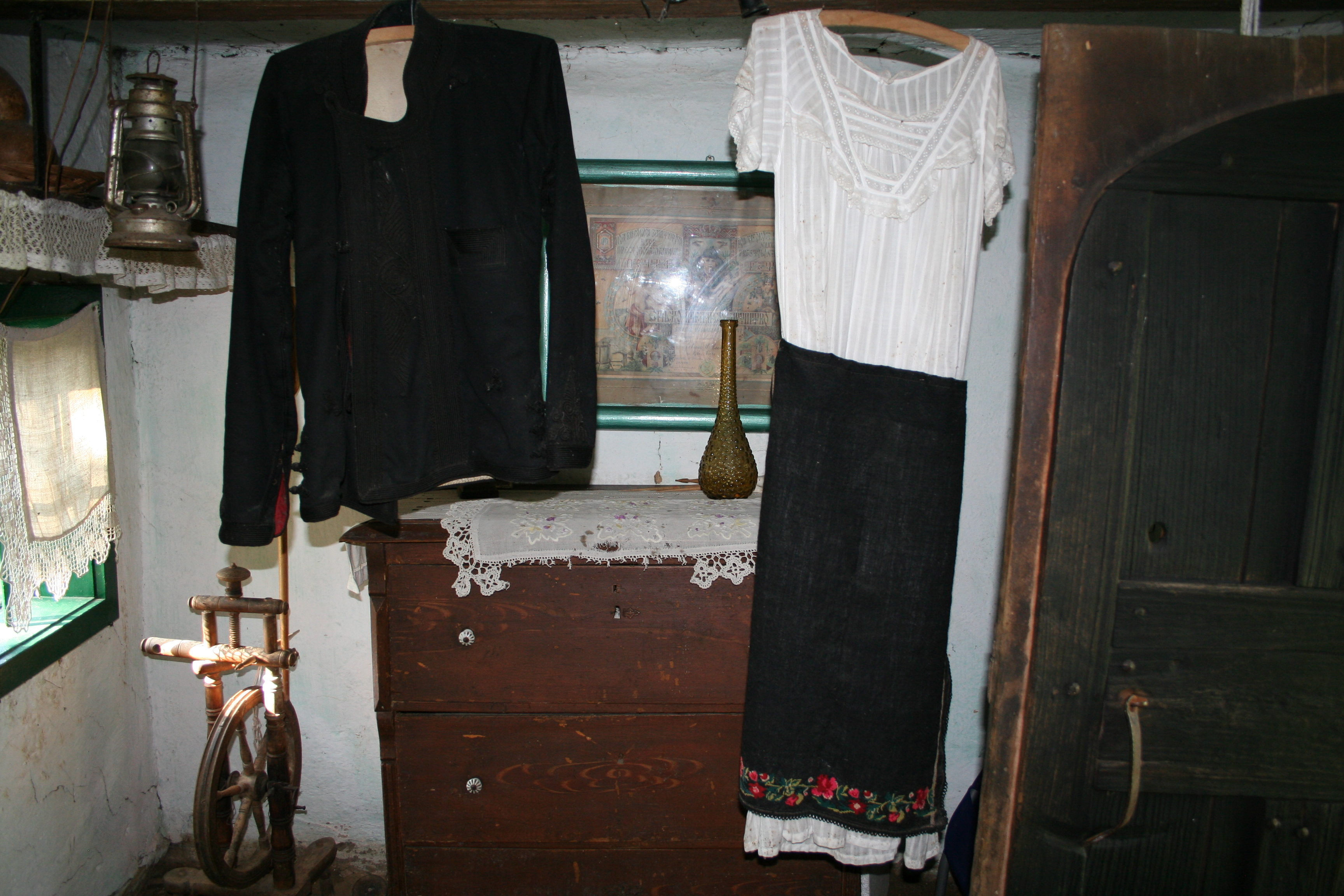
Autre vue de l'intérieur.